# Харківська губернія
50°00′00″ пн. ш. 36°13′45″ сх. д. / 50° пн. ш. 36.229166666667° сх. д.
Ха́рківська губе́рнія, Слобідсько-Українська (Слобідська Українська) губернія — адміністративно-територіальна одиниця Російської імперії, Української Народної Республіки, Української Держави та Української Соціалістичної Радянської Республіки.

## Географічне положення і територія
Розміщувалася між 48° 30' і 51° північної широти та між 31° 30' і 37° 30' східної довготи. Площа території губернії — 47 836 квадратних верст або 98 865 квадратних миль.

## Історія
До запровадження губернського правління на землях Слобідської України було козацьке полково-сотенне управління, яке існувало на основі царських жалуваних грамот, які надали привілей слобідській старшині на управління за «черкаською (українською) обикностю (звичаєм)», а також на ряд соціальних та економічних привілеїв.
На час ліквідації автономії слобідських полків існувало 5 полків: Харківський, Охтирський, Сумський, Ізюмський та Острогозький полки.

### Створення губернії
28 липня (7 серпня) 1765 указом імператриці Катерини II «Объ учрежденіи в Слободскихъ полкахъ приличнаго гражданскаго устройства и о пребываніи канцелярии губернской и провинціальной» було створено цивільне правління у колишніх слобідських полків — Слобідсько-Українську губернію у складі 5 провінцій: Харківської, Охтирської, Сумської, Ізюмської та Острогозької провінцій — території колишніх слобідських полків.
За новим адміністративним устроєм, який засновувася на указі Катерини II «Учреждения для управления губерниями» від 7 листопада 1775 створювалась нова адміністративна одиниця — Харківське намісництво, яка складалася з таких повітів: Харківського, Чугуївського, Вовчанського, Золочівського, Валківського, Охтирського, Краснокутського, Богодухівського, Сумського, Миропільського, Білопільського, Лебединського, Недригайлівського, Хотмижського і Ізюмського.
25 квітня 1780 р. був підписаний Указ імператриці Катерини II про створення Харківського намісництва, яке складалося з 15 повітів («Объ учрежденіи Харьковской Губерніи и о составленіи оной из 15 уездовъ»).
У 1797 адміністративній одиниці повернули колишню назву — Слобідсько-Українська губернія, в 1835–1925 роках — Харківська губернія. Остаточно сформувалося адміністративне ділення до 1856 року, коли до складу Харківської губернії входило 13 повітів.
У Харкові були зосереджені судова влада і військово-окружне управління для Харківської, Курської, Воронізької, Орловської, Катеринославської й Тамбовської губерній.

### Харківщина у 1917—1920 роках

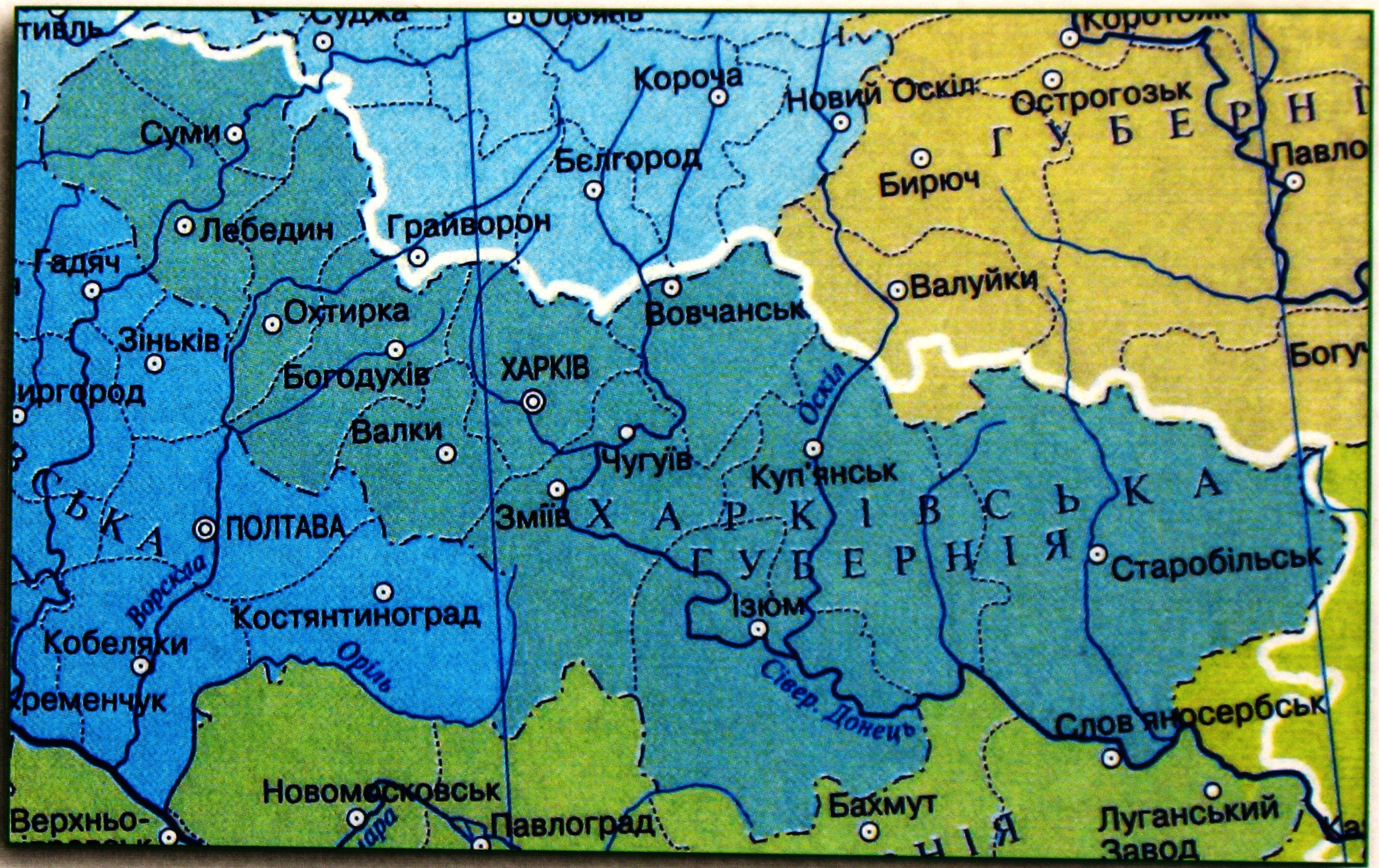
Харківська губернія у 1917 році

У результаті Лютневої революції 1917 р. в Російській імперії царську владу на місцях повалили. Влада перейшла до органів російського тимчасового уряду. В умовах демократії виникли також різноманітні політичні і громадські організації, у тому числі й українські. 7(20) листопада 1917 р. Харківщина увійшла до складу Української Народної Республіки (УНР) згідно з 3-м Універсалом УЦР.
Губернським комісаром (губернатором) Харківщини за Українська Центральна Рада УНР у листопаді-грудні 1917 року був Сергій Тимошенко· 9(22) грудня 1917 року війська Радянської Росії, з допомогою місцевих більшовиків, роззброїли військові частини УНР і захопили Харків. Під захистом російських більшовицьких військ 11-12 (24-25) грудня 1917 року в Харкові відбувся так званий Перший Всеукраїнський з'їзд Рад, який проголосив владу УНР поваленою, а Україну — УСРР у складі РСФРР. Делегатами на з'їзді були майже виключно російські більшовики, які аж ніяк не могли представляти населення України. У січні 1918 р. російські більшовики взяли під свій контроль всю територію губернії.

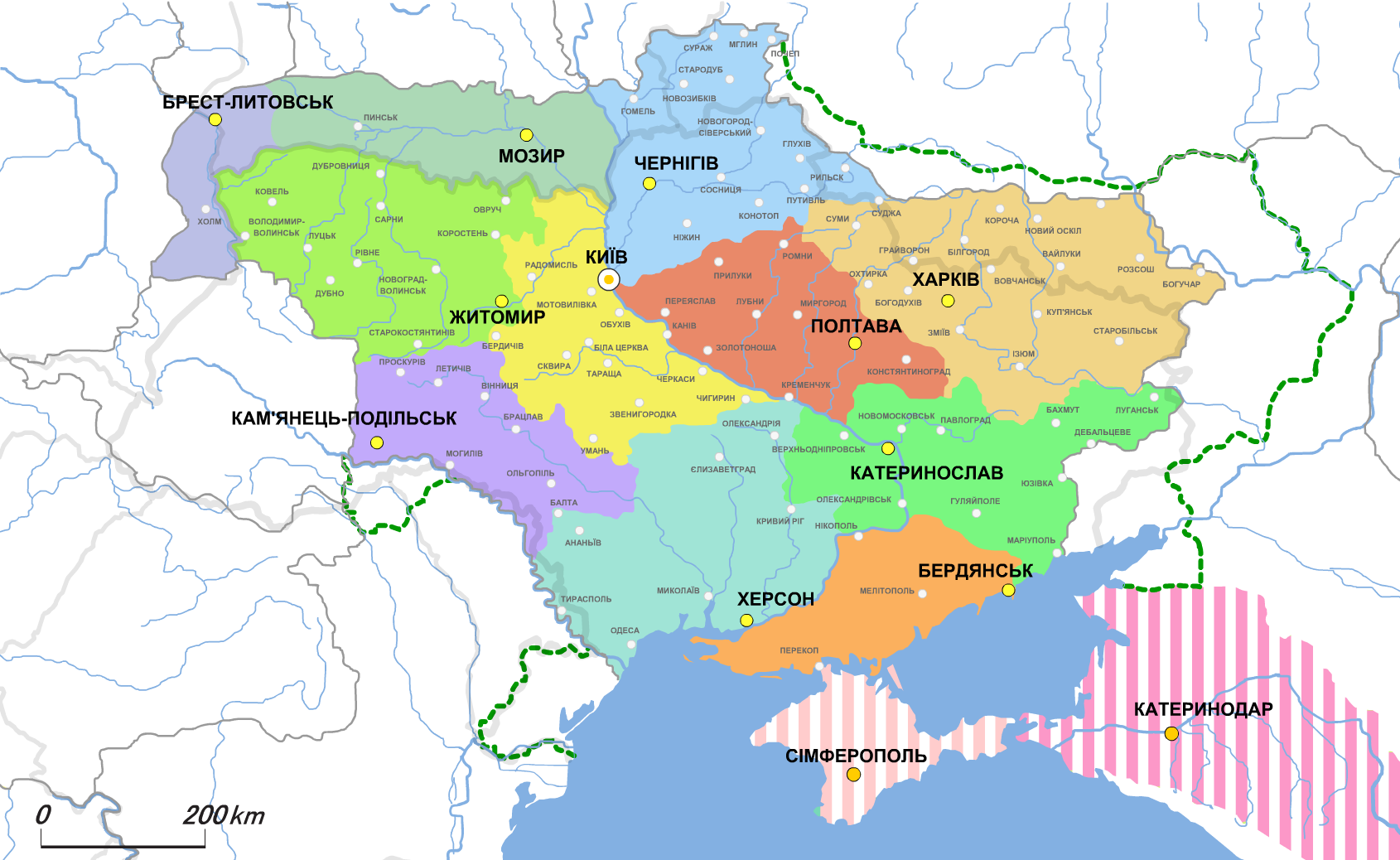
Адміністративно-територіальний устрій Української Держави
Харківська губернія

У квітні-травні 1918 року війська Німеччини і УНР, які воювали спільно проти Радянської Росії, звільнили Харківщину і зайняли сусідні повіти Курської і Воронізької губерній. За правління гетьмана Скоропадського ці землі приєднали до Української Держави.
Для об'єднання територій з українським населенням губернія мала бути складеною з 22 повітів, до вже наявних 11 повітів планували долучити території сусідніх губерній, загалом 10 повітів і 1 округу: з Курської губернії — Суджанський повіт, Грайворонський повіт, Білгородський повіт, Корочанський повіт, Новооскільський повіт, Обоянський повіт; з Воронізької губернії — Валуйський повіт, Бирючинський повіт, Богучарський повіт, Острогозький повіт; з Області війська Донського — Донецька округа. Також планувалося приєднати частини повітів з українським населенням інших губерній до суміжних наявних повітів: з Курської губернії — Курський повіт, Тимський повіт, Старооскільський повіт; з Воронізької губернії — Коротоякський повіт.
Губернським комісаром (губернатором) Харківщини за УНР у квітні-травні 1918 року був Григорій Степура· Губернськими старостами (губернаторами) Харківщини за Скоропадського були Петро Заліський і Сергій Шидловський· За УД до Харківщини були приєднані Суджанський, Грайворонський, Білгородський, Корочанський повіти Курської губернії та Валуйський повіт Воронізької губернії.
У другій половині 1918 р. на території губернії була розквартирована Запорізька дивізія Української армії. У листопаді 1918 вона підтримала антигетьманське повстання Директорії УНР і замінила владу Скоропадського на владу УНР.
- комендант губернії з 16 листопада 1918 — 11 грудня 1918 Нельговський Василь Олексійович
- комендант губернії з 11 грудня 1918 — Труба П. Н.

### Харківська губернія за радянської окупаційної влади (1919–1925)
Але вже в січні 1919 р. Харківщину захопили війська РСФРР. У червні — липні 1919 р. губернію зайняли російські війська Денікіна. У грудні 1919 Харківщину знову зайняли війська Радянської Росії. Місто Харків до 1934 р. стало адміністративним центром УРСР.
У 1920 році Ізюмський та Старобільський повіти приєднано до Донецької губернії.
У 1922 розформований Чугуївський повіт. Зароженська, Введенська, Чугуївська з м. Чугуєвим та Печенежська волості передані Харківському повіту, Бурлуцька — Купянському, Волохово-Ярська, Лебединська та Коробченська — Змієвському, Ново-Бурлуцька — Волчанському.
У 1923 році проводиться адміністративна реформа у СРСР. Поділ «волость-повіт-губернія» змінюють на «район-округа-губернія». За рішенням XII сесії ВУЦВК 7-го скликання повіти ліквідовуються. Замість них шляхом укрупнення створюються округи, а шляхом укрупнення волостей — райони.
Протягом 1925 р. проводились наступні адміністративно-територіальні перетворення: ліквідовувались малопотужні райони, здійснювалось перенесення районних адміністративних центрів в економічно потужніші населені пункти, з одночасним перейменуванням районів. Так, змін зазнав районний поділ Харківської губернії. Харківська ГАТК запропонувала наступні перетворення районного поділу: Тростянецький район з Сумської округи перенести до складу Охтирської, скасувати Миколо-Комишеваський, Козачо-Лопанський, Коробчанський, Коротичанський, Хотомлянський, Циркунівський райони Харківської округи, Михайлівський район Сумської округи, Ново-Рябинівський район Охтирської округи, Шиповатський район Куп'янської округи, Мало-Комишеваський район Ізюмської округи; Рубежанський район перейменувати на Старо-Салтівський, Боровський район — на Гороховатський, Отрадівський (Відрадівський) район — на Лозовеньківський район. ЦАТК затвердила названі пропозиці. Також були визначені міста та містечка (смт) Харківщини.
1 серпня 1925 року рішенням ІХ Всеукраїнського З'їзду Рад поділ на губернії було скасовано, було поступово введено поділ «сільрада-район-округ». Харківська губернія припинила своє існування, а її округи стали підпорядковуватися напряму республіканському центру.

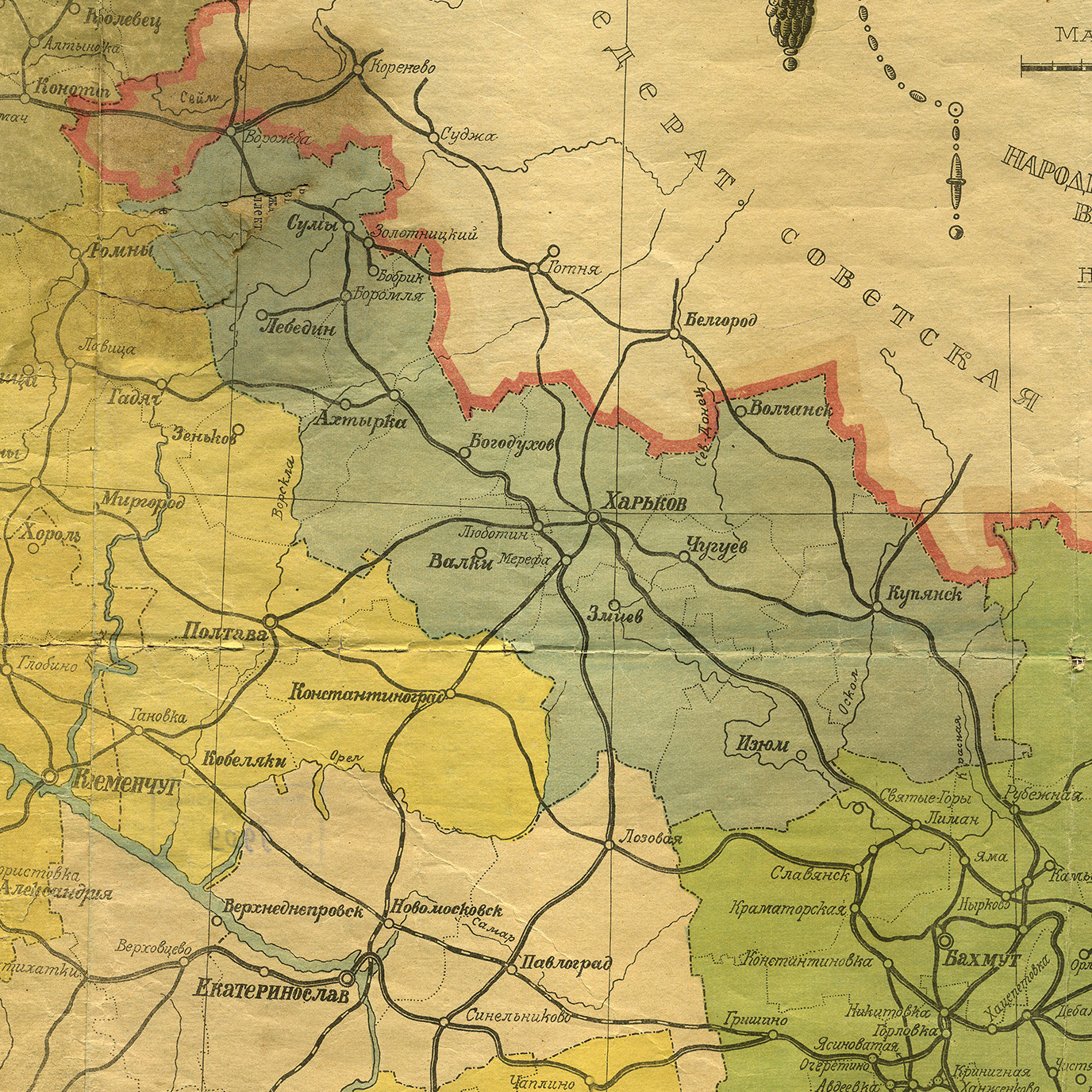
Карта Харківської губернії, 1921 рік
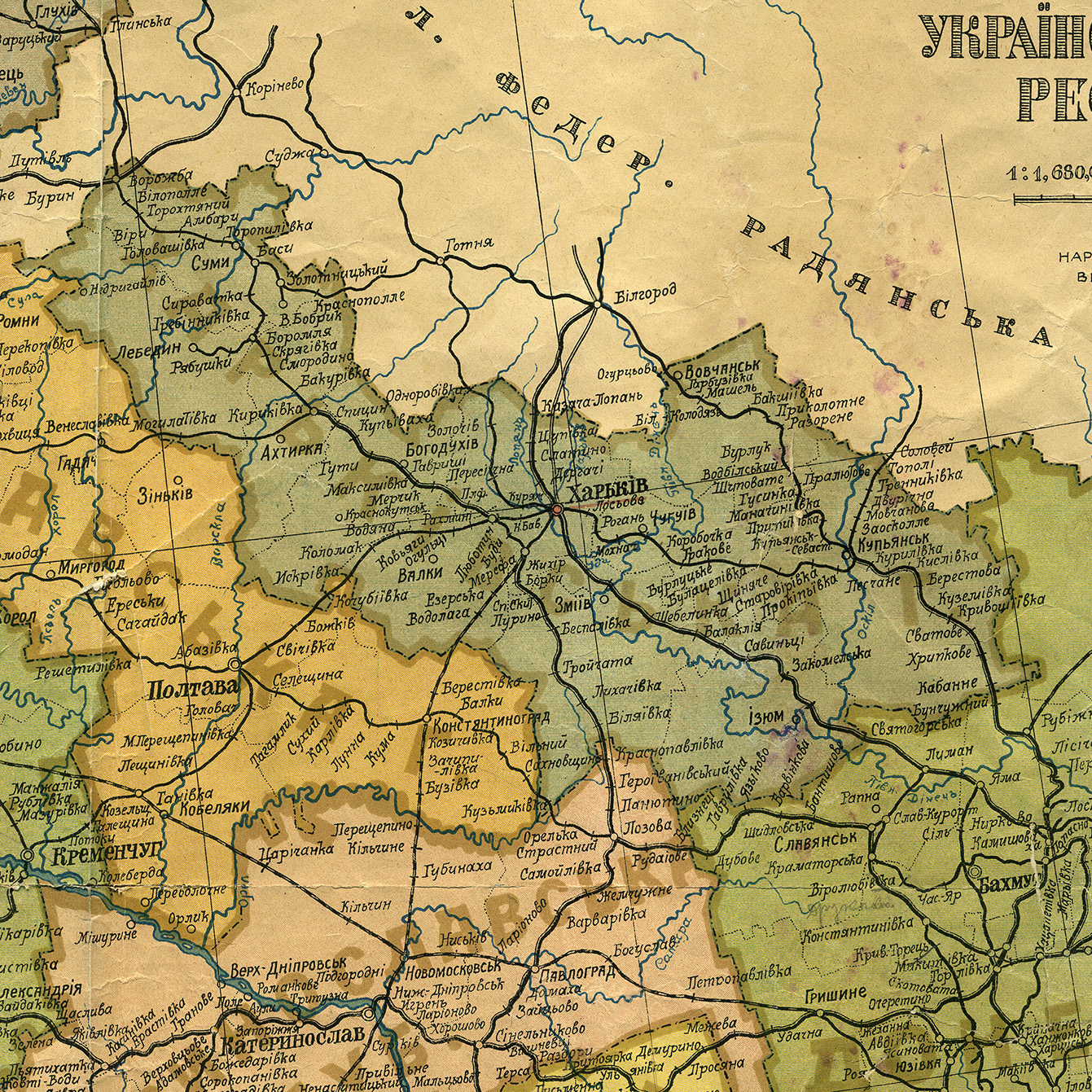
Карта Харківської губернії, 1922 рік
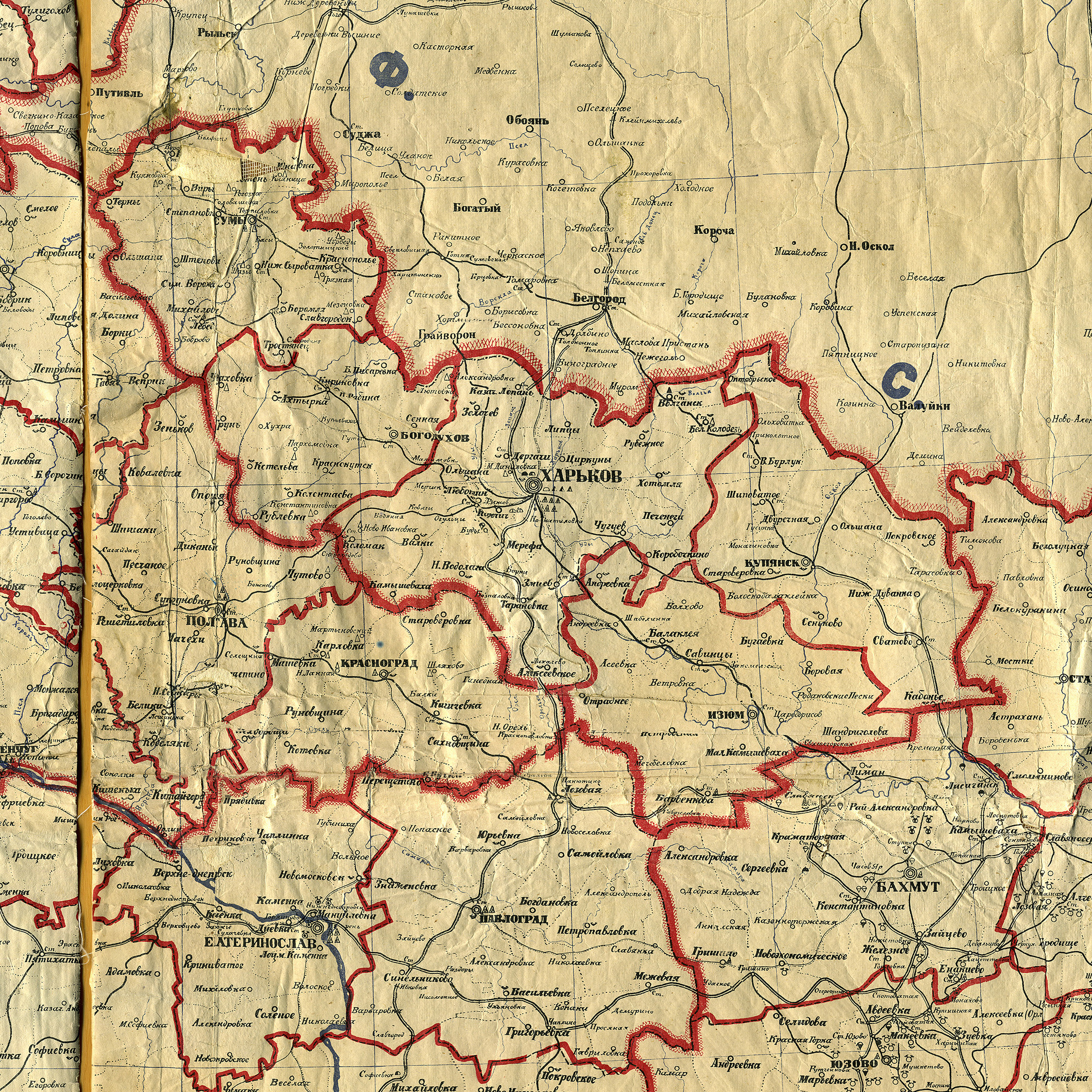
Карта Харківської губернії, 1923 рік
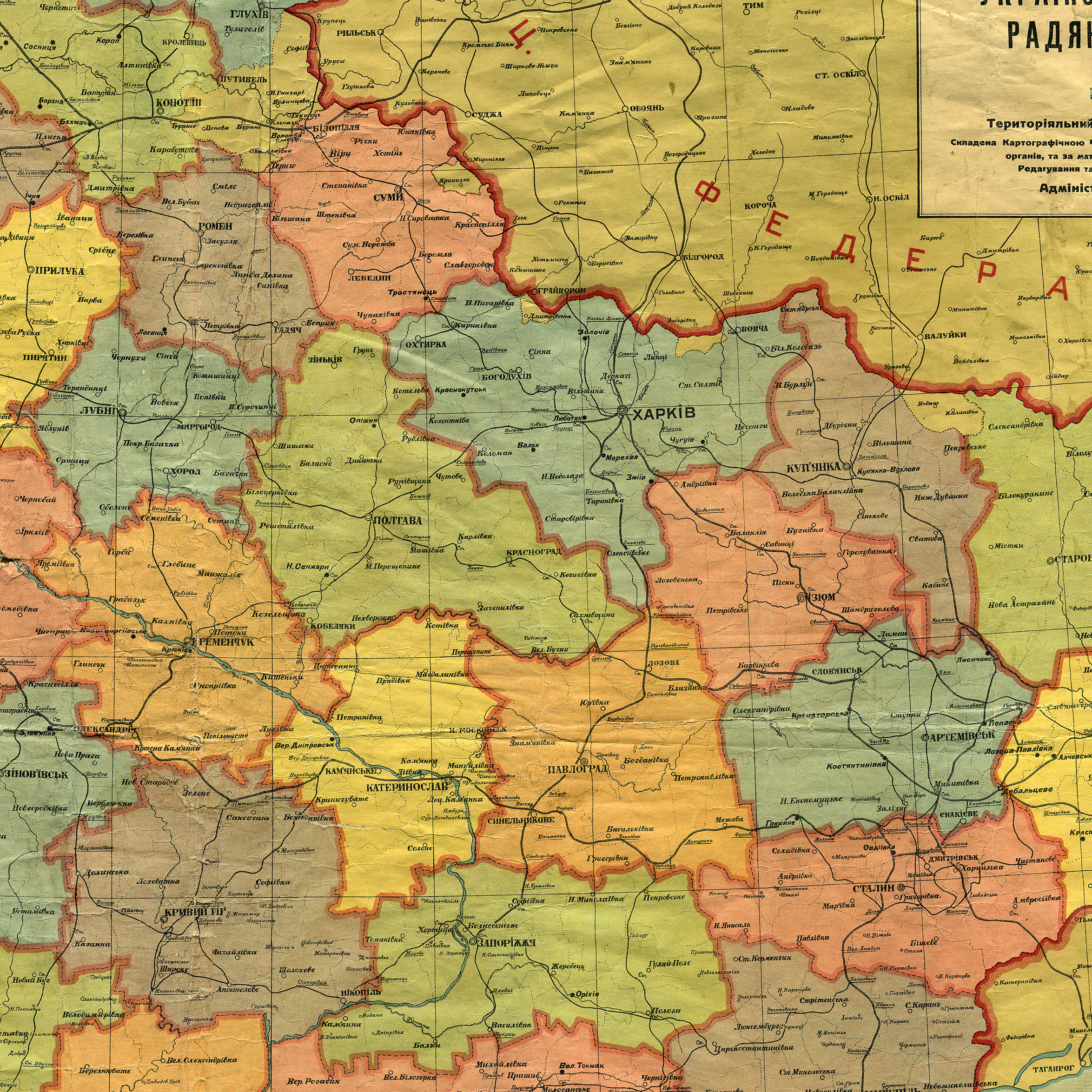
Карта території колишньої Харківської губернії, адміністративні межі станом на 1 жовтня 1925

## Адміністративний поділ

### Повіти
| №  | Повіт | Повітове місто            | Герб повітового міста | Площа, кв. версти | Населення, тис. осіб |
| -- | --- | ------------------------- | --------------------- | ----------------- | -------------------- |
| 1  | Охтирський повіт (засновано в 1780) | Охтирка (23 399 осіб)     |                       | 2441,6            | 108,798              |
| 2  | Богодухівський повіт (засновано в 1780) | Богодухів (11 752 осіб)   |                       | 2833,17           | 151,542              |
| 3  | Валківський повіт (засновано в 1780) | Валки (7 938 осіб)        |                       | 2498,0            | 119,866              |
| 4  | Вовчанський повіт (засновано в 1780) | Вовчанськ (11 020 осіб)   |                       | 3481,0            | 161,645              |
| 5  | Зміївський повіт (засновано між 1797 та 1803) | Зміїв (4 673 осіб)        |                       | 5000,0            | 205,134              |
| 6  | Ізюмський повіт (засновано в 1780) | Ізюм (13 108 осіб)        |                       | 6427,74           | 288,315              |
| 7  | Куп'янський повіт (створено в 1779 у Воронізькому намісництві, в 1797 приєднано до Слобідсько-Української губ.)                                                            | Куп'янськ (6 893 осіб)    |                       | 6070,0            | 229,583              |
| 8  | Лебединський повіт (образован в 1780) | Лебедин (14 301 осіб)     |                       | 2723,0            | 160,485              |
| 9  | Старобільський повіт (в Слобідсько-Українській губернії з 1797, в 1802—1824 належав до Воронізької губ.) (в 1779—1796 називався Біловодським повітом за містом Біловодськ) | Старобільськ (9 801 осіб) |                       | 10 846,2          | 362,984              |
| 10 | Сумський повіт (засновано в 1780) | Суми (27 564 осіб)        |                       | 2801,0            | 251,542              |
| 11 | Харківський повіт (засновано в 1780) | Харків (173 989 осіб)     |                       | 2905,0            | 343,981              |

### Заштатні міста
| № | Місто        | Населення (1897) | Повіт                | Герб |
| - | ------------ | ---------------- | -------------------- | ---- |
| 1 | Біловодськ   | 12 360 осіб      | Старобільський повіт |      |
| 2 | Білопілля    | 15 215 осіб      | Сумський повіт       |      |
| 3 | Золочів      | 6518 осіб        | Харківський повіт    |      |
| 4 | Краснокутськ | 6860 осіб.       | Богодухівський повіт |      |
| 5 | Недригайлів  | 5873 осіб        | Лебединський повіт   |      |
| 6 | Слов'янськ   | 15 792 осіб      | Ізюмський повіт      |      |
| 7 | Чугуїв       | 12 592 осіб      | Зміївський повіт     |      |

## Керівники губернії

### Губернські комісари УНР
- Попов Микола Михайлович есер-максималіст, комісар Харківської губернії від УЦР з 1 листопада 1917 — 8 грудня 1917.[13]
- Степура Григорій Калістратович — комісар Харківської губернії УНР з 5 квітня 1918 — 29 квітня 1918.[14]
- Стефанович Сергій Григорович — Харківський губернський комісар Директорії УНР листопад 1918 — січень 1919.[15]

### Голови губернського комітету КП(б)У
- Іванов Олексій Миколайович (21.02.1919—1919)
- Сосновський Лев Семенович (.12.1919—.05.1920)
- Яковлєв Яків Аркадійович (1920—.10.1920)
- Мусульбас Іван Андрійович (.10.1920—.12.1920)

### Відповідальні секретарі губернського комітету КП(б)У
- Мусульбас Іван Андрійович (.12.1920—19.02.1921)
- Іванов Василь Іванович (19.02.1921—.06.1921)
- Попов Микола Миколайович (.06.1921—13.02.1922)
- Поляков Василь Васильович (13.02.1922—.04.1922)
- Кіркіж Купріян Осипович (.04.1922—30.10.1925)

### Голови військово-революційного комітету і губернського виконавчого комітету
- Сєверов-Одоєвський Панас Семенович (.10.1917—.11.1917) /врк/
- Сєверов-Одоєвський Панас Семенович (.11.1917—.01.1918) /губвиконком/
- Артем (.12.1917) /врк/
- Логинов Володимир Федорович (1918)
- Тишков Семен Якович (.01.1919—.02.1919)
- Буздалін Сергій Феоктистович (19.02.1919—21.02.1919)
- Кін Павло Андрійович (21.02.1919—.06.1919)
- Сапельник М. (.06.1919—.06.1919)
- Кін Павло Андрійович (.12.1919—13.12.1919)
- Савельєв Максиміліан Олександрович (13.12.1919—.12.1919)
- Сапронов Тимофій Володимирович (.12.1919—16.04.1920)
- Петровський Григорій Іванович (16.04.1920—15.05.1920)
- Волін Борис Михайлович (15.05.1920—2.11.1920)
- Іванов Андрій Васильович (2.11.1920—8.01.1921)
- Аверін Василь Кузьмович (8.01.1921—16.07.1921)
- Кузнєцов Степан Матвійович (16.07.1921—.10.1923)
- Федотов Костянтин Якович (9.10.1923—11.07.1925)
- Гаврилін Іван Дмитрович (11.07.1925—27.07.1925)

## Герб
Харківська губернія мала два герби:

Герб зразка 1878—1887 років

- Зразка 1781–1878 і 1887–1917 років: «У зеленому щиті покладені хрестоподібно золотий ріг достатку і кадуцей, жезл якого теж золотий, а крила і змії срібні. Щит увінчаний Імператорською короною і оточений золотим дубовим листям, сполученим Андріївською стрічкою.»
- Зразка 1878–1887 років: «У срібному щиті, чорна відірвана кінська голова з червленими очима і язиком; у червленому розділі щита, золота про шість променів зірка, між двома золотими візантійськими монетами. Щит увінчаний Імператорською короною і оточений золотим дубовим листям, сполученим Андріївською стрічкою.» Кінська голова символізувала кінні заводи, шестикінечна зірка — університет, візантійські монети — торгівлю.
- Після 1917 року Харківська губернія своєї символіки не мала[16].

## Населення

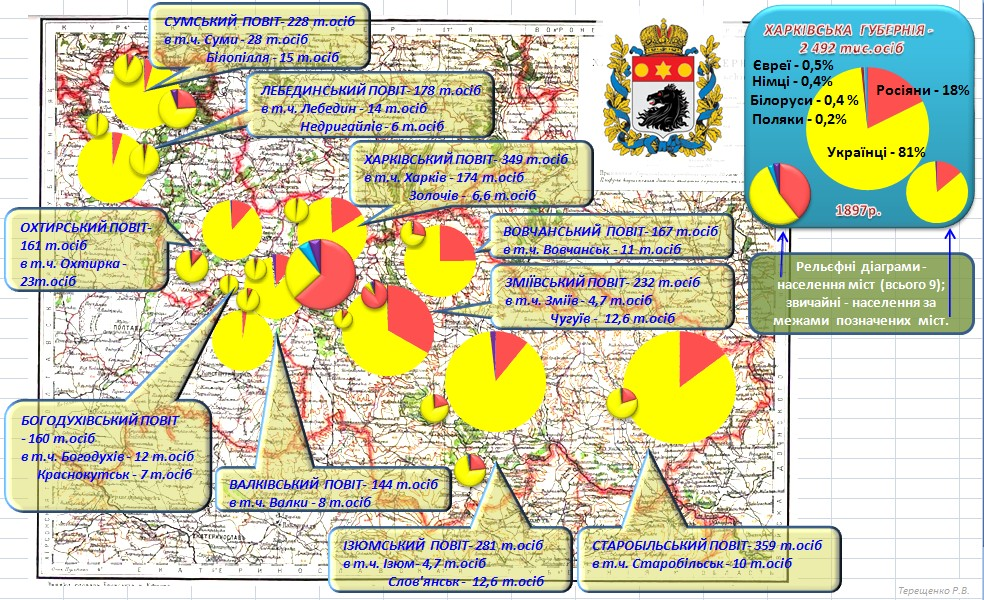
Мовний склад населення Харківської губернії за переписом 1897 року

Частка українськомовного населення в повітах Харківської губернії за даними перепису населення 1897 року

У 1901 в губернії проживало 2 773 047 осіб (1 427 869 чоловіків і 1 345 178 жінок). У містах 395 738 або 14 % всього населення, в селищах — 2 377 309 або 86 %. На 1 кв. версту доводилося 57,9 жителів. Повіти були населені нерівномірно, оскільки заселення відбувалося із заходу і тягнулося на схід. Щільність з 92,5 в Сумському повіті поступово зменшувалась до 37,5 в Старобільському (за винятком Харківського, щільність населення якого завдяки присутності великого міста дорівнювала 139,5). Селян разом з військом, відставними солдатами і їх сім'ями в губернії проживало 2 538 066 чоловік, або 91,6 %, міщан з цеховими 167 212, або 6,1 %, дворян 25 185, або 0,9 %, почесних громадян 12 889, або 0,5 %, духівництва 11 321, або 0,4 %, купецтва 10 655, або 0,3 %, інших станів 7 719, або 0,2 %. Православних і єдиновірців було 98,5 %, сектантів 0,4 %, римо-католиків 0,3 %, лютеран 0,2 %, юдеїв 0,5 %, та інших 0,1 %. Природний приріст населення в 1901 році дорівнював 2 % на рік.
Всього в Харківській губернії було 17 міст і 5954 інших населених пунктів. З міст були: 1 губернський, 10 повіт і 6 позаштатних (Білопілля, Золочів, Краснокутськ, Недригайлів, Слов'янськ і Чугуїв). Після м. Харкова найбільші міста були: Суми (28 тис.), Охтирка (23 тис.), Слов'янськ (16 тис.) і Білопілля (16 тис.). У губернії було багато великих слобід і сіл: Біловодськ (11 тис.), Деркачі (7 тис.), Барвінкове (6 тис.) та інші.
Мовний склад населення Харківської губернії за результатами перепису населення 1897 р.
- українська — 2 009 411 — 80,6 %
- російська — 440 936 — 17,7 %
- єврейська — 12 650 — 0,5 %
- білоруська — 10 258 — 0,4 %
- німецька — 9 080 — 0,4 %
- польська — 5 910 — 0,2 %
- інші — 4 071 — 0,2 %
- всього — 2 492 316

| Харків       | 25.9 % | 63.2 % | 5.7 % | 5.2 % |
| Золочів      | 97.6 % | 2.4 %  |       |       |
| Охтирка      | 87.1 % | 11.1 % | 0.7 % | 1.1 % |
| Богодухів    | 95.0 % | 3.5 %  | 0.8 % | 0.7 % |
| Краснокутськ | 98.6 % | 1.3 %  |       | 0.1 % |
| Валки        | 92.5 % | 6.7 %  | 0.2 % | 0.6 % |
| Вовчанськ    | 71.0 % | 28.0 % | 0.5 % | 0.5 % |
| Зміїв        | 89.3 % | 10.0 % | 0.4 % | 0.3 % |
| Чугуїв       | 8.9 %  | 86.1 % | 1.4 % | 3.6 % |
| Ізюм         | 78.3 % | 20.6 % | 0.7 % | 0.4 % |
| Слов'янськ   | 73.9 % | 23.2 % | 1.5 % | 1.4 % |
| Куп'янськ    | 86.8 % | 11.5 % | 1.0 % | 0.7 % |
| Лебедин      | 95.8 % | 2.8 %  | 0.8 % | 0.6 % |
| Недригайлів  | 98.4 % | 1.5 %  |       | 0.1 % |
| Старобільськ | 78.5 % | 20.3 % | 0.9 % | 0.3 % |
| Суми         | 70.5 % | 24.1 % | 2.6 % | 2.8 % |
| Білопілля    | 91.7 % | 7.3 %  | 0.7 % | 0.3 % |
| По губернії  | 54.1 % | 39.6 % | 3.2 % | 3.1 % |

## Господарство

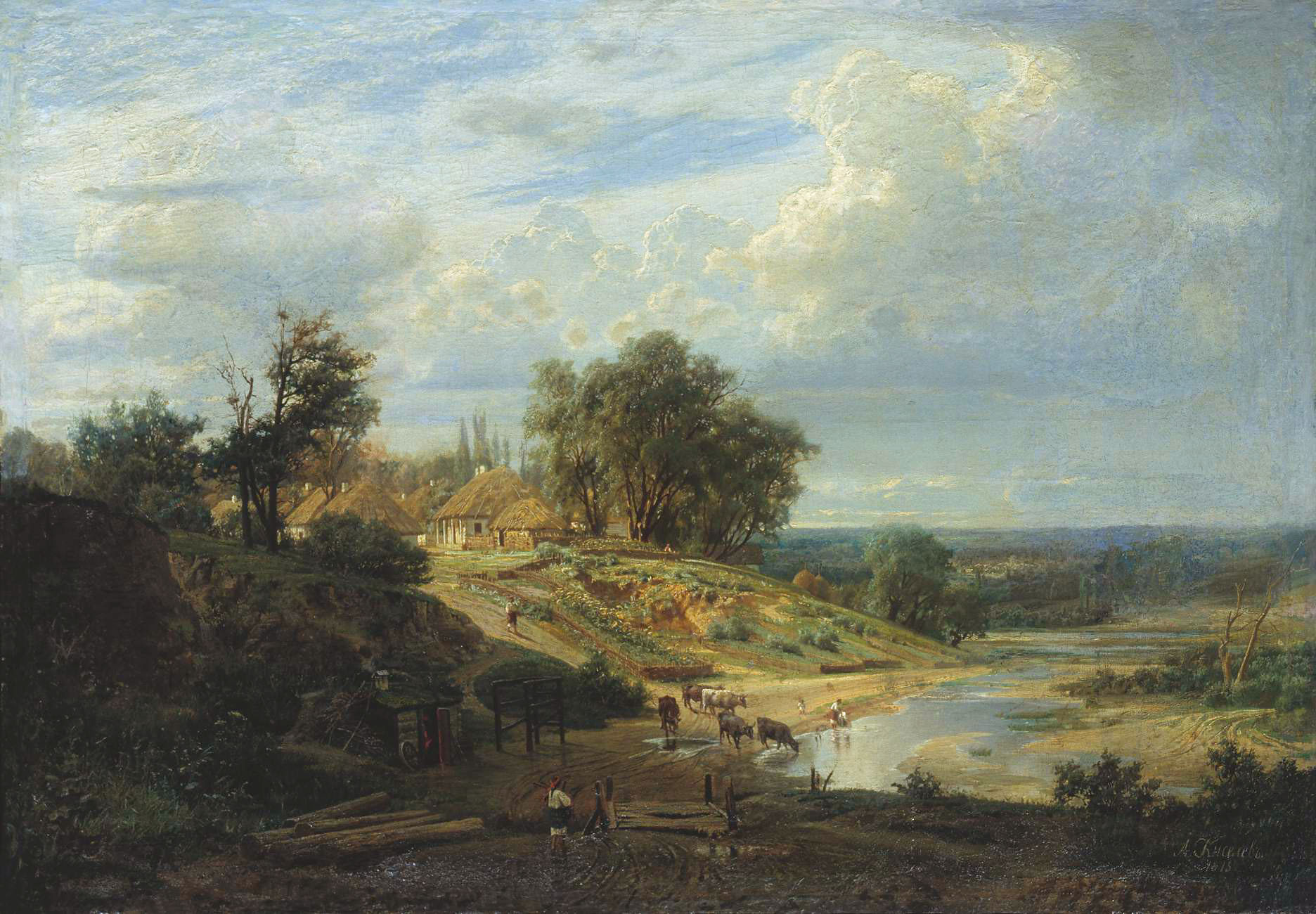
Кисельов Олександр Олександрович.
«Вид околиць Харкова», 1875

### Землеробство
У 1901 р. зручної землі було 4 537 356 десятини або 91 %, загальній площі Харківської губернії. Із зручної землі під ріллею було 52,1 %, сінокосом 29,9 %, лісом 12,9 %, садиби і городи 2,3 % і останній 2,8 %; з незручної під дорогами було 12 %, річками, озерами, болотами 26,4 %, пісками 39,8 %, останній 21,8 %. Із заходу на схід кількість зручних земель зменшувалася. Головним хлібом для селянських господарств було озиме жито і ярова пшениця, для власницьких — пшениця; озимі хліби переважали в північно-західних повітах, ярова пшениця і ячмінь були зосереджені в південно-східних повітах. Селянами під головні ярові хліби в 1902 р. було засіяно 945 145 десятини: 855 913 дес. на своїх землях, 78 917 дес. на тих, що орендуються за гроші і 103 14 десятини з частини. Найбільша площа 403 730 дес., або 42,7 %, були під пшеницею, 379 754 дес., або 40,2 %, під ячменем, 149 713 дес., або 15,8 %, під вівсом і незначна площа 11 947 дес., або 1,2 %, під житом. Тютюнових плантацій було 12914: 593 великих і 12321 дрібних; ними було зайнято 204 дес.; зібрано тютюну 17441 пудів. Під посівом цукрового буряка знаходилося 47 919 дес.

### Промисли
Окрім землеробства, населення губернії займалося кустарними і іншими промислами, ремеслами, працювало на місцевих фабриках і заводах і відходило на різні заробітки в сусідні губернії. Кустарні промисли і ремесла, робота на заводах були розвинені в північно-західних повітах, візництво і відхожі промисли в південно-східних; відхід на південь в Катеринославській та інших губерніях і Області Війська Донського; осіб, що займаються кустарними промислами було близько 15 тисяч.
Промисли включали: гончарний, випалювання деревного вугілля, каменярський, ткацтво вовняних поясів, доріжок, виготовлення сільськогосподарських знарядь тощо. Ремісників нараховувалося 39 159 (16 358 майстрів, 14 047 робочих і 8 754 учні), зокрема шевців і черевичників 5972, кравців 3910, теслярів 3052, мідників і слюсарів 2391, каменярів і пічників 2 573, модисток і швачок 2 380, столярів 2 277, м'ясників і ковбасників 1 659, ковалів 1 636, пекарів 1 567 тощо. Велика частина ремісників губернії проживала в м. Харкові — 226 84. Продукти кустарного і ремісничого виробництва споживалися майже виключно місцевим населенням. Для поліпшення промислу в м. Лебедині земством було відкрито ремісниче училище для викладання столярно-токарного, корзини і шевсько-черевичного ремесел. У селі Штепівці ремісниче училище для викладання ковальського і слюсарного ремесел, в с. Буднике казенна сільська навчальна реміснича майстерня для навчання по відходу і виготовленню сільськогосподарських знарядь і машин; у селі Межірічи гончарна майстерня із зразковою сурмою тощо.

### Промисловість
У 1901 році фабрик і заводів було 340, з продуктивністю 95505 тисяч рублів в рік, всього робочих на них було 38372 чоловік. Заводів з обробки бавовни 2 (вироблено на 200 тис. р.), вовни 4 (1645 тис. крб.), льону, прядива і джуту 4 (1515 тис. крб.), змішаних волокнистих речовин 1 (10 тис. крб.), папероробних і типографно-літографічних 36 (1211 тис. крб.), обробки металів 52 (7524 тис. крб.), дерева 10 (385 тис. крб.), мінералів 65 (5973 тис. крб.), тваринних продуктів 14 (795 тис. крб.), живильних речовин 141 (75252 тис. крб.), хімічних 11 (995 тис. крб.). Фабрик і заводів, що підлягають веденню акцизного управління, діяло: 43 винокурних заводу, 25 бурякоцукрових, 1 бурякоцукровий рафінадний і 2 рафінадних.

## Освіта
У Харківській губернії в 1901 році працювало 1699 навчальні заклади з 4873 викладачами і 122929 учнями. При цьому працювали 3 вищих чоловічих навчальних заклади, 30 середніх навчальних закладів, 1666 нижчих навчальних закладів з 4059 викладачами і 110922 учнями. Для розповсюдження прикладних знань існували ремісничі училища, класи ручної праці, рукодільні класи, заняття садівництвом, городництвом і іншими галузями сільського господарства. Ремісничих училищ було 12. Для утворення дорослого населення працювали публічні бібліотеки, безкоштовні бібліотеки-читальні, народні читання, вечірні курси для робітників і повторювальні уроки для дорослих. Безкоштовних народних бібліотек-читалень було близько 300. Вечірні курси для робітників були відкриті при 5 училищах. Повторювальні уроки для дорослих працювали при 5 училищах.